# Albánia oszmán uralom alatt
A terjeszkedő Oszmán Birodalom a 14–15. században hódította meg a Balkán-félszigetet. 1352-ben átkeltek a Boszporuszon, 1389-ben a rigómezei csata alkalmával legyőzték a szerbeket. Ezután egy rövid időre fellélegezhettek az európai hatalmak: 1402-ben a mongol uralkodó, Timur Lenk keletről betört Anatóliába, foglyul ejtette I. Bajazid szultánt és polgárháborút robbantott ki az Oszmán Birodalomban. Miután helyreállt a rend, 1453-ban II. Mehmed bevette Bizáncot, és seregeivel ismét Európa felé fordult.

## Albánia török függőségbe kerülése
A hatalmaskodó albán nemzetségfők uralma alatt szétszabdalt Albánia – az albánok összefogásának hiányában – könnyű prédának bizonyult a törökök számára. 1385-ben az önmagát Albánia fejedelmének tituláló Karl Topia kérte a szultán, I. Murád támogatását a riválisa, II. Balsha elleni harcban. A Hajreddin pasa vezette török sereg Myzeqe vidékén, Savër mellett megsemmisítő, végzetes vereséget mért II. Balshára. Az albán nemzetségfők nagy része ezt követően hűséget esküdött az Oszmán Birodalomnak.
A Balkán-félsziget nyugati része elleni oszmán hadjárat 1423-ban vette kezdetét, 1431-ben elfoglalták Janinát, 1449-ben Artát, és bár Albániát ténylegesen továbbra sem foglalták el, a pozícióikban hagyott albán nemzetségfők adót fizettek a szultánnak, fiaikat túszként az Edirnei (drinápolyi) szultáni udvarba küldték és csapataikat az oszmán hadsereg rendelkezésére bocsátották.

## Szkander bég függetlenségi törekvései

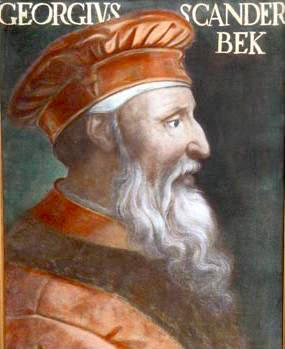
Szkander bég

A török fennhatóság ellen első ízben a Kruja, Mat, Dibra és Mirdita vidékét ellenőrző albán nemzetségfő, Gjon Kastrioti lázadt fel 1430-ban. Ellenszegült II. Murád hódításának, amit a szultán hamarosan letört és hogy biztosítsa az albán hadúr lojalitását, négy fiúgyermekét túszként maga mellé vette edirnei udvarába. A fivérek egyike volt az a Gjergj Kastrioti, aki később Szkander bég néven a szultán hadseregében harcolt, majd 1443-ban visszatért szülővárosába, Krujába. Itt rendezte be főhadiszállását, majd a nemzeti ellenállás megszervezésébe fogott. Az 1444. március 2-án Lezhában összegyűlt albán nemzetségfőket meggyőzte az összefogás szükségességéről, s a Lezhai Liga élére állva, az oszmán hadsereg elleni honvédő harcot vezetve negyedszázadon keresztül függetlenséget biztosított Albániának.
A saját területeiket továbbra is ellenőrző nemzetségfők vezetőjükként fogadták el személyét, és európai országok (Magyar Királyság, Zetai Fejedelemség, Velencei Köztársaság) is támogatták harcában. Az így összeállt 30 ezres albán hadsereg fényes hadi sikereket aratott a törökök felett: 1449-ben és 1461-ben szétverték a Kruja várát ostromló törököket, 1457-ben Uja Bardhënál mértek rájuk vereséget. Noha Szkander bég nem alakított ki stabil központi hatalmat és nem szervezett vagy kiáltott ki valamiféle nemzeti államalakulatot, a történelem során egyedülálló módon képes volt összetartani az albán vezetőket. 1468-ban bekövetkezett halálával ez az összefogás meggyengült, noha korábbi harcostársa, Lekë Dukagjini állt az immár a Nápolyi Királyság és a pápai állam által is támogatott felkelés élére. A kezdeti sikerek után azonban hamar világossá vált, hogy nincs meg benne a képesség az albán hadurak összefogásához. 1480-as halála után a Lezhai Liga végleg széthullott, de Kruja már 1478-ban, Shkodra pedig 1479-ben elesett, míg Durrëst 1501-ben hagyták el a velenceiek.
Szkander bég halála után a törökök folyamatossá váló előrenyomulása idézte elő az albánok második nagy kivándorlását: nagy tömegek távoztak Dél-Itáliába, Görögországba, Havasalföldre és Egyiptomba. Az Itáliában letelepedett arberesek a későbbi századokban erősen hatottak az albán nemzeti mozgalmakra.

## Az oszmán hatalom megszilárdulása
1501-től a mai Albánia egésze oszmán uralom alatt állt a Rumeli vilajet részeként. Az oszmán fennhatóság kezdetben nem erőltette az iszlám vallás felvételét a meghódított területeken, így maradhatott az ország lakosságának északi része még sokáig katolikus. A 17. századtól azonban, a nem igazhitűekre kirótt adó, a dzsizje megemelését követően kezdetét vette az albánok nagy arányú iszlamizálódása. Ez egyúttal lehetőséget teremtett az egyéni ambíciók kibontakoztatására is: több muszlim hitre tért albán jutott el a pasai vagy a vezíri méltóságig (például a Köprülü család tagjai). A felemelkedés másik útját a devsirmerendszer jelentette: keresztény szülők fiúgyermekeit adó gyanánt vagy túszul az oszmán udvarba vitték, ahol muszlimmá válva katonai pályára léphettek a szultán seregében (lásd janicsárok).
Az északi hegyvidékeken élő albánok (gegek) jelentős része azonban továbbra is megtartotta római katolikus vallását és sajátos önkormányzatát, társadalmi szervezetét, önkormányzatát. Egyes csoportjaik nemzetségi területeik védelmében fegyveres ellenállásba bocsátkoztak, s regionális kvázi-függetlenségüket évszázadokon keresztül megőrizték (például Mirdita vidékén). A zárt településeken élő, paraszti életmódot folytató, muszlim és ortodox felekezetű, a timár-rendszerben sanyargó déli toszkok felett a birodalom könnyedén érvényesíteni tudta akaratát az albán bégeken keresztül. E bégek – valójában a szultántól függetlenül – saját fegyveres csapatokat tartottak fenn, és regionális hatalmi érdekeik miatt gyakran összecsapásokba bonyolódtak egymással.

## Bushati és Tepeleni függetlenségi törekvései
A Porta központi hatalmának meggyengülése és a timár-rendszer igazságtalanságai a 17–18. századra anarchiába taszították az albánok lakta vidékeket. A 18. század végére két pasa regionális hatalma látszott kirajzolódni Albániában: a Bushati család az északi İskodrában és környékén, míg Ali Tepeleni pasa a déli Janina vidékén vont ellenőrzése alá mind nagyobb területeket. Noha névleg mindketten a Porta szövetségesei voltak, az akaratát érvényesíteni nem tudó szultáni adminisztrációtól mindinkább függetlenítették magukat.
Északon a Bushatik szövetségre léptek több hegyvidéki nemzetségfővel, s e szövetség élére állva Kara Mahmud Bushati pasa igyekezett a fennhatósága alatt álló területek növelésével egy önálló hercegséget alapítani. 1785-ben seregével megtámadta Montenegrót, mire a Német-római Birodalom hajlandónak mutatkozott Albánia uralkodójaként elismerni őt, amennyiben szövetségre lépnek az Oszmán Birodalom elleni háborúban. Bushati azonban az udvarába érkező Habsburg-követeket 1788-ban kivégeztette, és fejüket elküldte a szultánnak, aki jutalmul İskodra kormányzójává nevezte ki. 1796-ban újabb, de ezúttal sikertelen támadást intézett Montenegró ellen, amelynek során ő maga is elesett a harcmezőn. Fivére, Ibrahim Bushati pasa 1810-es haláláig együttműködött a Portával. Utóda, Mustafa Bushati pasa ellenszegült a központi hatalomnak, s a hegyi törzsek támogatásával egyre nagyobb területet vont ellenőrzése alá. Tehette, mert eközben a központi kormányzat figyelmét a délen hódító hadjáratokat folytató Ali Tepeleni pasa kötötte le.
Ali Tepeleni 1788-ban kergette el a janinai pasát és vette át a szandzsák kormányzását. Kihasználva a török adminisztráció gyengeségét, a későbbiekben irányítása alá vonta Albánia és Macedónia déli részét, Epiruszt és Thesszáliát. Nyíltan ugyan nem fordult szembe a Portával (sőt, éves adót fizetett), de bárkivel egyezségre lépett fő célja, az albán és görög területek összevonásával létrehozandó királyság érdekében. A hatalmas sereggel rendelkező Ali pasa 1819-ben érezte elérkezettnek az időt arra, hogy deklarálja függetlenségét a Portától. 1820-ban II. Mahmud szultán minden tisztségétől megfosztotta, majd büntetőhadjáratot indított ellene, és végül 1822 januárjában meggyilkoltatta.
Mustafa Bushati az 1820-as években látszólagosan ismét a Porta szolgálatába szegődött, részt vett annak görögországi hadjáratában, sőt az 1826-os diadalmas meszolongi csatában is, majd hazájába visszatérve ismét a saját szakállára folytatta területszerző tevékenységét. 1830-ban azonban II. Mahmud ezt megelégelte, s Mehmed Resid pasát küldte Manasztirba, hogy tárgyaljon a hangadó északalbán hadurakkal. Ott azonban az előzőleg kiadott oltalomlevelek dacára mintegy ötszáz albán agát és béget lemészároltatott, s Mehmed Resid ekkor seregével Mustafa Bushati ellen fordulhatott. Bushati azonban megadta magát, és élete hátralévő részét konstantinápolyi tisztviselőként élte le.
A Bushatik és Ali Tepeleni leverése után a szultán – igyekezvén összetartani széthulló birodalmát – reformok sorát vezette be, amelyeket a történetírás Tanzimát néven említ. 1832-ben megszüntették a timár-rendszert, de különösebb hatása ennek nem volt, Albániában továbbra is a muszlim tulajdonú földbirtokok rendszere dominált, illetve a gegek között tovább működött a nemzetségi rendszer. A Tanzimát-reformok keretén belül az albán lakta területeket előbb 1836-ban két vilajetre osztották fel (Yanyai és Rumeli vilajet), majd 1865-ben átszervezték a vilajetrendszert. Az új közigazgatási egységek: İskodrai vilajet (székhelye İskodra), Kosovai vilajet (Prizreni), Manasztiri vilajet (Manasztir), Yanyai vilajet (Yanya, vagy Janina). A vilajetek adminisztrációjának élére a Porta konstantinápolyi hivatalnokokat delegált, és bevezették a sorozáson alapuló modern hadsereget. Ezek ellen az albánok fellázadtak, ragaszkodtak saját bégjeik kormányozta életükhöz és saját vezetőik alatti katonáskodáshoz. Ennek nyomására a törökök időszakosan felfüggesztették a közigazgatási reformok végrehajtását, kevéssel utóbb azonban szultáni csapatok érkeztek a térségbe és leverték a rebellis albánokat.

## A Prizreni Liga

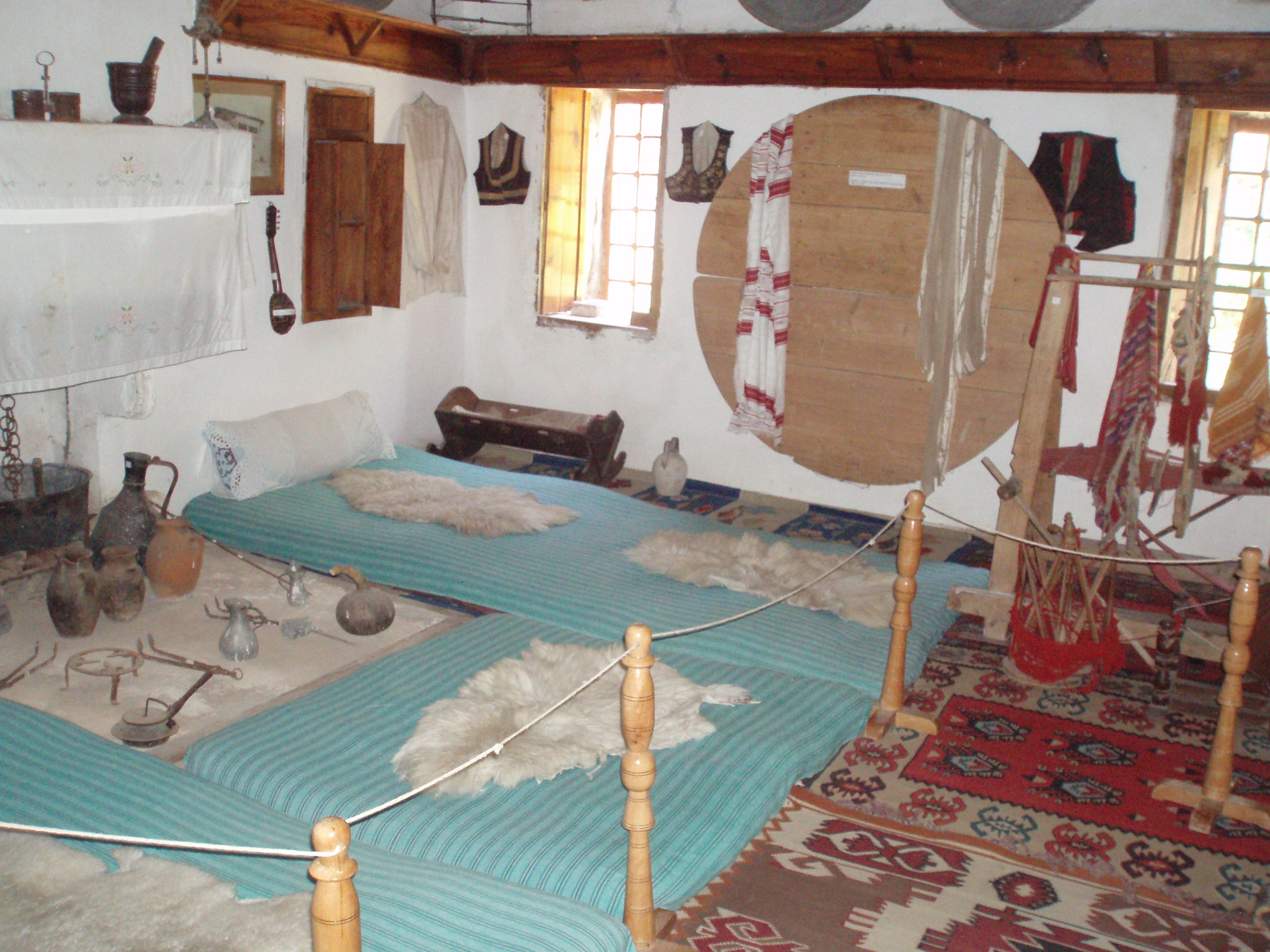
19. századi albán lakóházbelső (Krujai Néprajzi Múzeum)

Az 1870-es évekre nyilvánvalóan megbuktak a birodalomszerte bevezetett Tanzimát-reformok, s a Balkán népei nemzeti tudatukra ébredve vívták ki függetlenségüket. Az albánok az európai Oszmán Birodalomban utolsóként léptek fel elszakadási igénnyel. Ennek több oka is volt: egyrészt alapvetően muszlim műveltségük ezer szállal kötötte őket a törökökhöz, másrészt széttagolt társadalmuk sokáig nem tette lehetővé szervezett mozgalmak kialakulását, harmadrészt pedig albán hangadó politikusok nem ok nélkül attól tartottak, hogy az oszmán fennhatóság megszűnésével a többi balkáni nemzet osztja fel egymás között országukat. Végül azonban, az Oszmán Birodalom erejének fogyatkozásával éppen ez utóbbi szempont táplálta a legerőteljesebben az albán nemzeti mozgalom előretörését.
Miután az orosz–török háborút lezáró San Stefanó-i béke 1878. március 3-án az albán lakta területek kérdésében akként rendelkezett, hogy azok Montenegró, Szerbia és Bulgária között felosztandóak, az albán nacionalisták elérkezettnek látták az időt a cselekvésre. 1878 júniusában nyolcvan albán vezető részvételével megalakították a Prizreni Ligát, amelyet kezdetben II. Abdul-Hamid szultán is támogatott mint az albánok birodalmon belüli autonómiatörekvéseinek és a szomszédos, immár független Montenegróval, Szerbiával, Bulgáriával és Görögországgal szembeni önvédelmének fórumát.
Még az év júliusában a Prizreni Liga memorandumot intézett a berlini kongresszuson tárgyaló nagyhatalmaknak, amelyben arra kérték őket, hogy Manasztir központtal létrehozhassanak egy, az Oszmán Birodalmon belüli albán autonómiát. Önkormányzatuk élén egy albánokból álló bizottság által kinevezett török kormányzó állna. A nagyhatalmak tudomást sem vettek a memorandumról, ekkor hangzott el Otto von Bismarck elhíresült megállapítása is: „Albán nemzetről pedig nem tudok” („Ich kenne keine Albaner”). A kongresszuson végül Montenegrónak ítélték az albánok által országuk integráns részének tekintett Tivar és Podgorica városát, valamint Guci és Plava vidékét. Az albánok éles tiltakozásba kezdtek, ellenállási gócpontok jöttek létre a határ menti övezetekben és harcokba bocsátkoztak Montenegró ellen. Augusztusban a berlini kongresszus bizottságot küldött a térségbe, hogy megrajzolják a török–montenegrói határt, abban bízva, hogy az albánokat a Porta rákényszeríti a kijelölt országhatárok elfogadására. Az oszmánok valójában felfegyverezték az albánokat, és a Prizreni Liga kibontakozó ellenállásának nyomására a nagyhatalmak Guci és Plava vidékét az Oszmán Birodalomhoz, cserébe viszont az albánlakta Ulqin városát Montenegróhoz csatolták. Az albánok nem voltak hajlandóak kivonulni Ulqinból, így a nagyhatalmak az Adriai-tenger felől blokád alá vonták a várost. Ugyanakkor Görögországgal 1881 májusára született meg a megállapodás, mely szerint az albán népességű területek közül csupán Arta körzete került görög fennhatóság alá.
Ekkorra azonban már a Porta számára is kényelmetlenné vált az albánok fegyveres mozgalma, a nagyhatalmak erős nyomást gyakoroltak rá, hogy a berlini kongresszus feltételeit érvényesítse. Derviş Turgut pasa vezetésével megindult a 10 ezres szultáni sereg Ulqin alá, hogy kiverjék a városból a Prizreni Liga embereit. 1881 áprilisában elfoglalták Prizrent, majd Ulqint is, a Prizreni Liga vezetőit és családtagjaikat letartóztatták és száműzték.
A liga hároméves működése felhívta a nagyhatalmak figyelmét arra, hogy Albánia igenis létezik és az albánok a jövőben sem hagyhatóak számításon kívül, és elérte, hogy Montenegró és Görögország javára az eredetileg tervezetteknél jóval kisebb albánlakta területeket szakítottak ki az Oszmán Birodalom testéből.

## Függetlenségi törekvések a 19–20. század fordulóján

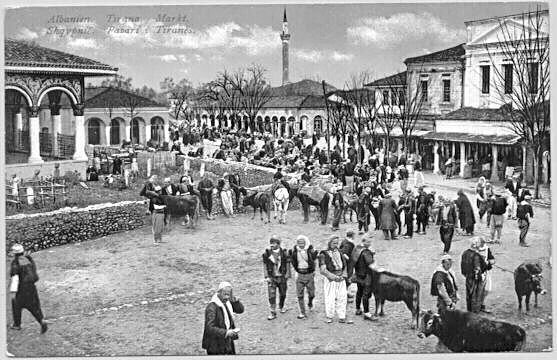
Tiranai utcakép a 19. század végén

A Prizreni Liga leverését követően az albán értelmiségiek politikai mozgalmak szervezése helyett a nemzeti identitás és kulturális élet fejlesztésére, különösen a nyelvművelésre helyezték a hangsúlyt. A 19. század utolsó negyedében nem létezett sem irodalmi albán nyelv, sem elfogadott ábécé, az országban Shkodra kivételével sehol nem működött albán tanítási nyelvű iskola. 1879-ben Sami és Naim Frashëri vezetésével konstantinápolyi albán értelmiségiek alapítottak egy az albán nyelvű könyvkiadást felkaroló társaságot. A kulturális mozgalmat anyagiakban támogatták az olaszországi, egyiptomi, romániai és amerikai albánok. Ennek eredményeként 1887-ben Korçában nyílt meg az első albán tanítási nyelvű iskola, amelyet továbbiak követtek.
Mindeközben az Oszmán Birodalom tovább gyengült, újabb és újabb sikertelen kísérleteket tett arra, hogy politikailag kézben tartsa a térség albánságát. A gazdasági recesszió nyomában járó zavargásokat II. Abdul-Hamid még elfojtotta és letartóztattatott néhány nacionalista aktivistát, de a távoli albánlakta területek fölött mind kevésbé volt képes akaratát érvényesíteni. Amikor az albán vezetőknek a négy albánlakta vilajet egyesítésére vonatkozó kérését visszautasította, azok 1897 novemberében Haxhi Zeka vezetésével megalapították a Pejai Ligát. A mérsékeltebbek az albánlakta vilajetek egyesítésének programját támogatták, míg a radikálisok terveiben egy autonóm Albánia kikiáltása szerepelt. 1899 januárjában ismét összegyűltek, majd felkelések törtek ki Albánia-szerte. A ligát azonban hamar lefegyverezték, 1902-ben vezetőit kivégezték, és betiltották az albán nyelvű könyvek és sajtótermékek kiadását.
1903-ban Macedóniában felkelés tört ki, s az albánok ismét úgy érezték, hogy a nagyhatalmak beavatkozása és egy újabb felosztási terv macedóniai nemzettársaikat más balkáni államhoz csatolná. Az albánok önvédelmi céllal fegyveres alakulatokat hoztak létre, s 1905 novemberében albán fiatal értelmiségiek teljes titoktartás mellett összegyűltek Manasztirban, és megalakították a Bizottság Albánia Felszabadításáért nevű szervezetet. 1906 januárjától fiókszervezeteikkel behálózták egész Albániát, Bajo Topulli vezetésével gerillaegységeket hoztak létre. 1906 szeptemberében ezen szabadcsapatok egyike követett el merényletet a nacionalista albánok haragját magára vonó Fotin korçai ortodox metropolita ellen.

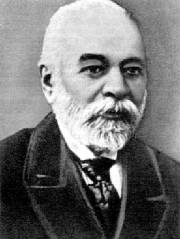
Ismail Qemali

Ugyanebben az évben a fennálló török hatalom ellenzéke, az Egyesülés és Haladás Bizottsága, ismertebb nevén az ifjútörök mozgalom a politikai színtéren előretört, s akár forradalom árán is, de az ország modern, alkotmányos berendezkedését kívánta elérni. Az ifjútörök forradalom kitörésével egyidőben, 1908 júliusában a birodalmi hadseregben zendülés tört ki, majd a koszovói és macedóniai albánok is fellázadtak. Végül II. Abdul-Hamid az ifjútörökök részvételét kérte a kormányzásban, így helyreállítván a rendet. Az albánok is részt vettek az ifjútörök mozgalomban annak reményében, hogy így kiharcolhatják maguknak az autonómiát, de reményeiknek csak kis része vált valóra. Ismail Qemali egyetlen albán képviselőként bejutott a konstantinápolyi parlamentbe. Engedélyezték az albán nyelvű tanítást és könyvkiadást, s 1908-ban manasztiri tanácskozásukon albán értelmiségiek elfogadták a latin betűs albán ábécét. Ez utóbbi lépés azonban már próbára tette az ifjútörök kormányzat türelmét, és az iszlám közösségére hivatkozva az albán imámokon keresztül az arab írásmód használatát propagálta. Emellett a birodalom megtartását elsőrendű jelentőségűnek tartották, vezetői az oszmanizmus, és nem a nemzetiségi mozgalmak hívei voltak, így igyekeztek elfojtani az elszakadáspárti nacionalista mozgalmakat. II. Abdul-Hamid 1909. áprilisi lemondása után törvényen kívül helyezték az albán nemzeti társaságokat és kísérletet tettek az észak-albániai gegek megtörésére is.
Az albánok nem nézték jó szemmel az oszmanizálási törekvéseket, 1909 szeptemberében – ezúttal elbasani tanácskozásukon – megerősítették a latin betűs albán ábécét. 1910 márciusában Koszovóban felkelés tört ki, amelyet csak három hónapos harc árán sikerült leverni. A kormányzat ezúttal kisebb-nagyobb engedményeket tett az oktatásban, adócsökkentő intézkedéseket hozott, engedélyezte a latin betűs albán ábécét és hogy a besorozott albánok a négy albánlakta vilajet egyikében teljesítsék szolgálatukat.

### Az 1912-es felkelés
1911 decemberében feloszlatták a konstantinápolyi alsóházat, s új választásokat írtak ki; a kampány során azonban a török hivatalnokok nem riadtak vissza semmilyen eszköztől, hogy az albánokat távol tartsák a voksolástól, s ennek következményeként az albán képviselők száma kétharmadára esett vissza.
Így az albánok 1912 áprilisában ismét fegyvert ragadtak és fellázadtak, hogy lemondassák az ifjútörök kormányzatot és megismételjék az elcsalt választásokat, ebben látták ugyanis a garanciát autonómiaköveteléseik teljesítésére. A Koszovóból kiinduló lázadás szétterjedt az albán lakta területeken, és a felkelők sikerrel vették fel a harcot a meggyengült és demoralizálódott, dezertálástól sújtott török hadsereggel. Az ifjútörök kormány 1912. július 17-ei bukása után az új liberális kormány tárgyalóasztalhoz ült az albánok vezetőivel, s a Hasan Prishtina által tizennégy pontban összefoglalt albán követeléseket egy kivétellel (helyben letöltött sorkatonai szolgálat) a török kormányzat 1912. szeptember 4-én hivatalosan is elfogadta. Ezzel megnyílt volna az út a birodalmon belüli albán vilajet megszervezéséhez, de az október 8-án kitört első Balkán-háború elszakította az albán lakta területeket a birodalomtól, ezzel merőben eltérő csapásirányt jelölt ki az önigazgatásért küzdő albánok számára.
1912 novemberében nyolcvanhárom muzulmán és keresztény albán vezető részvételével Vlorában összeült a nemzetgyűlés, ahol november 28-án kimondták Albánia függetlenségét és Ismail Qemali vezetésével megalakult az első albán (ideiglenes) kormány.

## További irodalom
- Histoire de l'Albanie des origines à nos jours. Réd. par Stefanaq Pollo. Roanne: Horvath. 1974.
- Paul Lendvai: Das einsame Albanien. Reportage aus dem Land der Skipetaren. Zürich: Interform. 1985.
- Miranda Vickers: The Albanians. A modern history. London: Tauris. 1995.
- Tajar Zavalani: Histori e Shqipnis. Tiranë: Phoenix. 1998.
- Réti György: Albánia sorsfordulói. Budapest: Aula. 2000.  = XX. Század,  ISBN 9639215740
- Georges Castellan: Histoire de l’Albanie et des Albanais. Crozon: Armeline. 2002.
- Balla Lóránt: Az albánok harca a törökök ellen a 15. században. Világtörténet (1991) 47–55.
- Csaplár Krisztián: Az albán nemzetállam megteremtésének első kísérlete. Világtörténet (1999) 3–33.